# الماس شاه

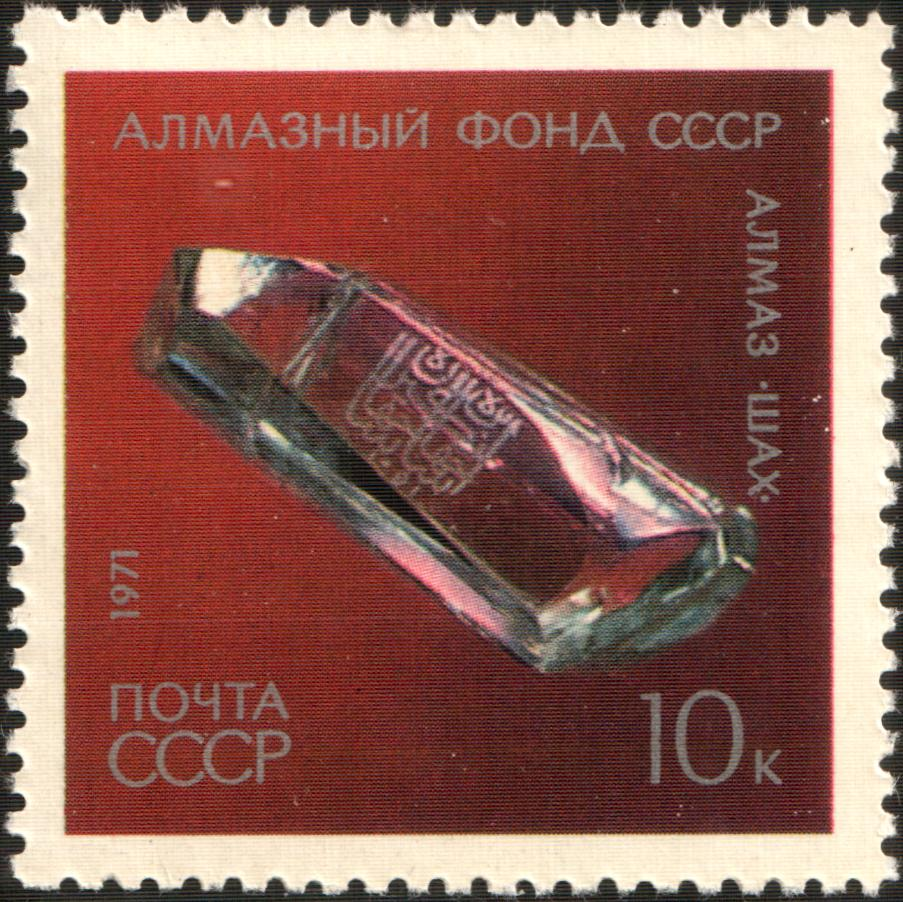
تصویر الماس شاه روی تمبر اتحاد جماهیر شوروی در سال ۱۳۵۰ خورشیدی

الماس شاه الماسی ۸۸٫۷ قیراطی است که هم‌اکنون در صندوق الماس در مسکو نگهداری می‌شود. این الماس به هنگام فتح هند توسط نادرشاه افشار به ایران آورده شده و جزو جواهرات سلطنتی ایران به حساب می‌آمد تا آن‌که در پی حمله به سفارت روسیه در تهران و قتل الکساندر گریبایدوف فرستادهٔ روسیهٔ تزاری در سال ۱۲۰۷ (۱۸۲۹ میلادی) در تهران به‌دست مردم خشمگین، فتحعلی‌شاه قاجار آن را برای دلجویی به نیکلای یکم پیشکش کرد.
نام‌های برهان نظام شاه دوم، شاه جهان و فتحعلی‌شاه قاجار به فارسی بر سطح آن حک شده است. همین حکاکی نام‌ها بر روی الماس که به دستور فتحعلی‌شاه انجام شد، باعث افت شدید ارزش آن گردید. سابقهٔ کشف این الماس با توجه به تاریخ حکاکی نام برهان نظام شاه، پیش از سال ۹۷۰ است. منشأ آن احتمالاً کانسارهای گلکنده در هند است.